# Freiburger Totentanz

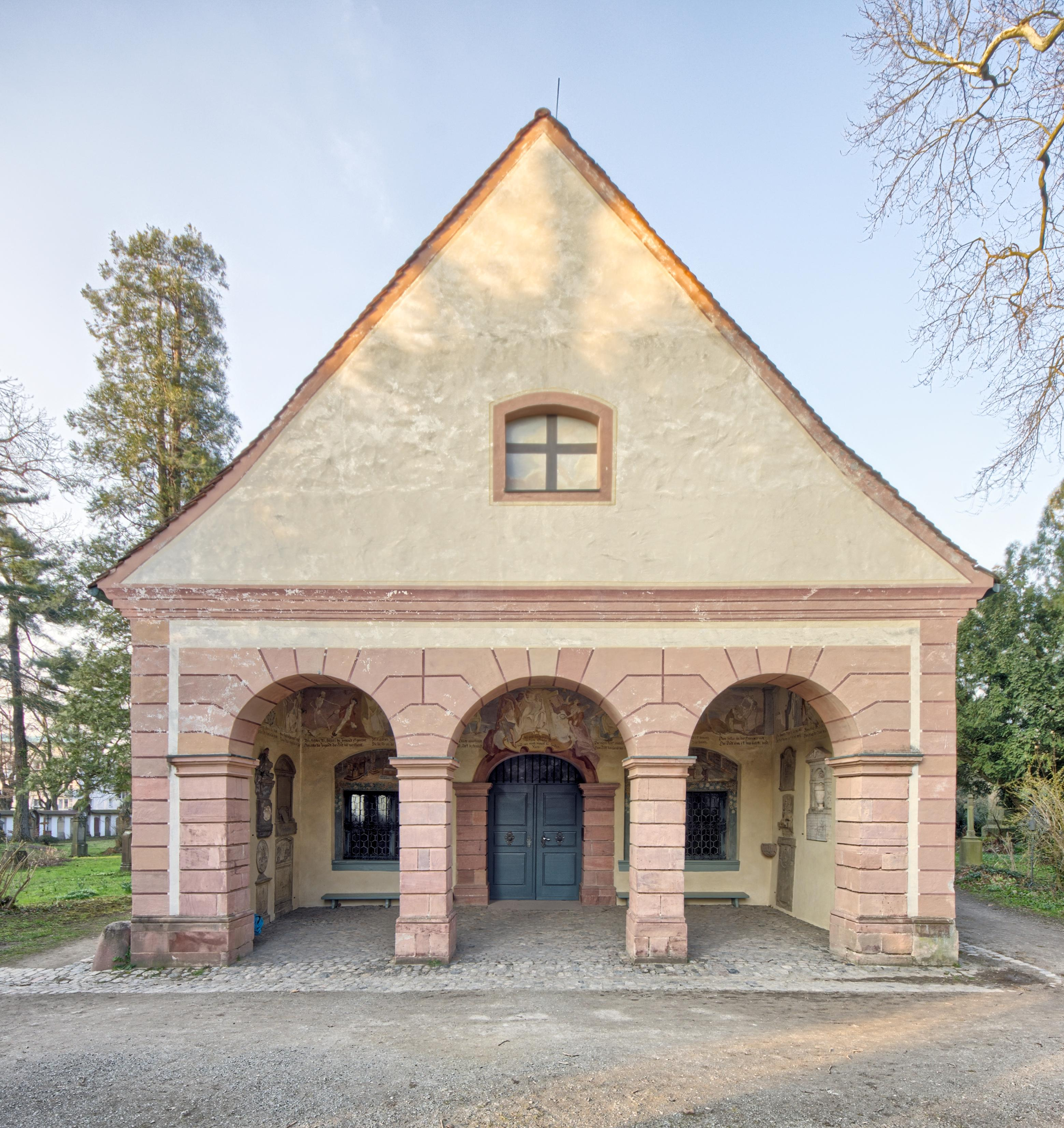
Michaelskapelle

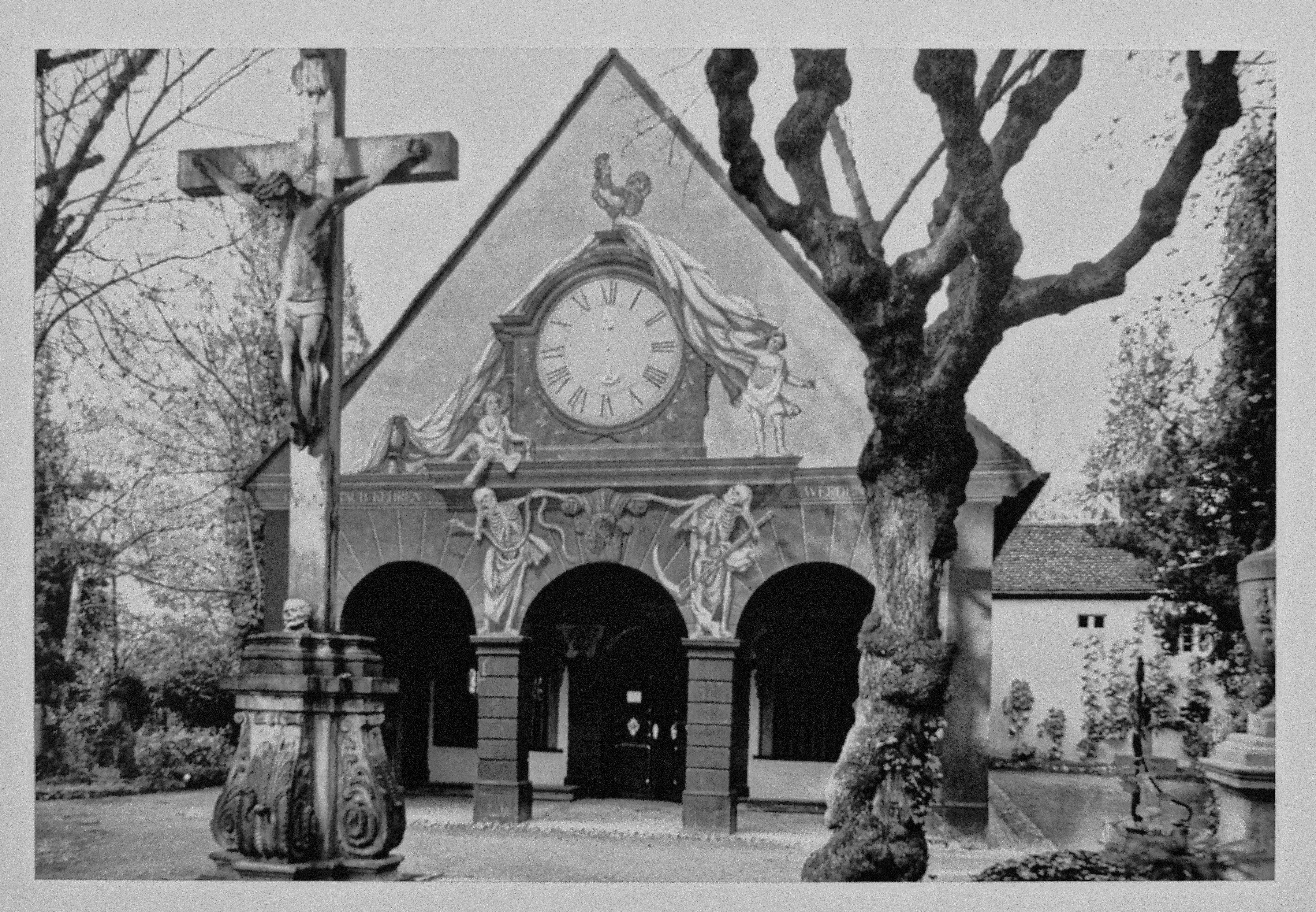
Die Michaelskapelle vor der Zerstörung von 1944

Als Freiburger Totentanz bezeichnet man zwei Darstellungen von Sequenzen des Totentanzes in der Stadt Freiburg im Breisgau. Eine befand sich für kurze Zeit auf dem Freiburger Rathaus, die andere existiert noch heute in der St.-Michaels-Kapelle auf dem Alten Friedhof in Freiburg.

## Geschichte
Die erste Bilderserie wurde auf der Schauseite des zwischen 1557 und 1559 unter Einbeziehung bestehender Gebäude neu errichteten Freiburger Rathauses dem Maler Galienus Entringer († 1579) gemalt. Sie musste aber auf Anweisung des Rats bereits 1560 wieder durch Bilder aus der Lebensgeschichte des Königs Philipp von Makedonien ersetzt werden.
Die zweite Darstellung ist ein Zyklus von zwölf Bildern in der Vorhalle der Michaelskapelle auf dem Alten Friedhof in Freiburg direkt unter der Decke. Entstanden ist der Totentanz in der Kapelle vermutlich in der zweiten Hälfte des 18. Jahrhunderts. Er stellt dar, wie schnell einen der Tod ereilen kann und dies ungeachtet des Lebensalters – dargestellt in den Bildern 1 bis 7 – und des Standes – dargestellt in den Bildern 8 bis 12. „So ist die Vorhalle zu einer eindringlichen Predigt über das unberechenbare Ende des menschlichen Lebens gestaltet, zugleich aber auch auf die Hilfe in der Religion hingewiesen.“
Diese zwölf Darstellungen sind links und rechts um ein Bild des jüngsten Gerichts, welches sich über dem Eingang der Kapelle befindet, gruppiert.
Die Kapelle und der Totentanz wurden in der Bombennacht vom 27. November 1944 schwer beschädigt. Die heute zu sehende Fassung wurde im Jahr 1963 vom Innsbrucker Freskenmaler Wolfram Köberl geschaffen. Im Sommer 2012 ist die Vorhalle der Kapelle mit dem Totentanz restauriert worden, die Arbeiten waren am 4. November 2012 abgeschlossen.
Der ursprüngliche Totentanz wird Simon Göser zugeschrieben. Diese ursprüngliche Version wurde von Dominik Weber im Jahr 1856 und durch Sebastian Luz im Jahr 1893 restauriert. Dabei stellte Luz fest, dass sich Dominik Weber weder an die Originalzeichnung noch an deren Farbgebung gehalten hatte. Sebastian Luz entfernte im Rahmen der Restaurierung die Bearbeitung Webers und stellte den Originalzustand wieder her. Die Fassung von Dominik Weber ist in einer Publikation des Freiburger Stadtarchivars Adolf Poinsignon festgehalten.
Im Jahre 1887 malte Dominik Weber einen an das Freiburger Vorbild angelehnten Totentanz in die Maria-Schnee-Kapelle in Herten.
Eine Szene des Totentanzes – der Tod und der Pfarrer – wurde als eines von acht Ölgemälden in den Totentanz der Seelenkapelle auf dem Friedhof der Expositurkirche St. Ägidius in Zenching übernommen
Hermann Ginter, von dem die Zuschreibung an Göser stammt, schrieb zusammenfassend: „Wenn nicht noch andere Gründe vorhanden wären, so würde schon das ganze Gehaben des Todes mit seinen Gegenspielern den Namen Gösers in den Vordergrund schieben. Von einem Totentanz im gewohnten Sinne des Wortes, einem Kampf zwischen Tod und Leben, in welchem der erstere mit dem Menschen einen Reigen aufführt, den beißende Ironie, blutiger Hohn, düstere Brutalität auf der einen Seite und hilflose Ohnmacht auf der anderen Seite charakterisieren, kann hier nirgends die Rede sein. Es ist auf allen Bildern ein sanftes Spiel voll Anmut und feierlicher Grazie, in welchem das hagere Totenskelett bei all der Grauenhaftigkeit seines Metiers doch nie vergißt, mit dem Takt und der Noblesse des würdevollen Gentlemans zuzufassen. Ganz im Sinne des frühen Klassizismus.“

## Bilder und Texte des Totentanzes in der Michaelskapelle in der von Sebastian Luz 1893 rekonstruierten Originalversion
Die Bilder stammen aus dem Buch Freiburg im Breisgau. Die Stadt und ihre Bauten, 1898. Zu dieser Zeit war der Kapellengiebel mit einer großen Uhr, zwei Knochenmännern -der eine mit einer Schlange, der andere mit einem Anker- und zwei Putten geschmückt. Das Ganze als Sinnbild für die Vergänglichkeit.
| linke Seitenwand      |                        |
| linke Hälfte Hauptbau | rechte Hälfte Hauptbau |
| rechte Seitenwand     |                        |

## Bilder und Texte des Totentanzes in der Michaelskapelle in der Version Wolfram Köberls von 1963

### Links
|  | |
|  | Bild 1 Hier schlafft das kindt, dort ewig wacht, weil ihm der Todt ein Music macht. Bild 2 Das ABC kaumb schreibt der knab, Ruefft ihn der Todt schon in das grab. Bild 3 Beim Haar der Todt ergreift den kopf, Zu diser Wueth taugt ihm der Zopf. |

### Mitte
| Linke Seite Bild 1 Zu fechten, zu spihlen die Jugendt ist gewohnt, Dem alter der Jugendt der Todt nit verschont. Bild 2 Mit aschen zierth der Todt das Haupt, Die besser als der puder taugt. Bild 3 Der Todt allein das Creutz abnihmbt, Das ihm der Ehemann selbst bestihmbt. | Zentralbild über dem Eingang Sey uns doch gnädig in dem Gricht, vnd nit nach maaß der sünden Richt! | Rechte Seite Bild 4 Der eigne kopf macht lauter Zanck, Dem Todt darumb vor disen danck. Bild 5 Zu fahren zu reuthen der Todt ist bereuth, Damit er den Adel erhalte zur beuth. Bild 6 Dem betler in der Hungers not Der Todt ihm ist das liebste brod. |

### Rechts
| |  |
| Bild 1 Die schwarze Mess lis ich vor dich, Die Hülf darvon hof ich vor mich. Bild 2 Beim pflueg der Baur das Brod gewint, Beim pflueg den Baur der Todt auch nimt. Bild 3 Du Narr was hülfft die gelt begier Heunt kombt der Todt, was nimbst mit dir? |  |

### Kapellenvorraum
Zum Eingangsbereich gehören auch die beiden Fenster der Kapelle, die das Bilderband am oberen Rand abrunden. Sie sind hier zusammen mit dem Eingangstor dargestellt, um einen Eindruck der Gesamterscheinung zu vermitteln. In den beiden Seitenwänden sind Grabtafeln eingelassen.
| Die linke Seitenwand                     | Das Fenster links des Eingangs | Der Eingang                                                                       | Das Fenster rechts des Eingangs | Die rechte Seitenwand                     | Die rechte Seitenwand                                |
| Die linke Seitenwand mit den Grabplatten | Das Fenster links des Eingangs, dargestellt das Innere einer Kirche da findest du das Leben daß dort dir Gott will geben Gott lieben und empfangen wir all gueten Todt erlangen | Der Eingang Sey uns doch gnädig in dem Gricht vnd nit nach maaß der sünden Richt! | Das Fenster rechts des Eingangs, dargestellt das Innere einer Apotheke Hülffs-mittel der Kunst Es Hülfft zue letzt kein medicin Wilst ein artztneü gehe dorten hin | Die rechte Seitenwand mit den Grabplatten | Das Bild von Jonas mit dem Wal gegenüber dem Eingang |